# Lávrio
Lávrio ou Laurion (grec moderne : Λαύριο, grec ancien : Λαύριον) est une petite ville du sud-est de l'Attique, siège du dème de Lavreotikí.
Elle se situe à 60 km environ au sud-est d'Athènes et à 13 km au nord du cap Sounion, dans une baie faisant face à l'île de Makrónissos.

## Histoire
Lávrio est connue depuis l'Antiquité classique pour l'exploitation des mines d'argent du mont Laurion. Ce métal permettait alors à la cité voisine d'Athènes de battre monnaie et d'armer sa flotte. Puis l'extraction du métal cessa jusqu'à la fin du XIXe siècle où une société franco-italienne décida de la relancer.  
La localité qui se créa autour de cette activité prit alors le nom d'Ergastíria (Εργαστήρια), « les Usines » en français, et fut reconnue administrativement en 1879. L'expansion rapide de la ville lui permit de devenir en 1890 le siège de l'ancien dème de Sounion rebaptisé « dème de Lavreotikí » en 1891. Elle fut finalement rebaptisée Lávrio en 1908. 
L'activité minière prit fin pour la seconde fois à la fin du XXe siècle, vers 1980. L'activité principale aujourd'hui de Lávrio provient de l'exploitation de son port qui assure notamment la liaison avec plusieurs îles des Cyclades.

## Démographie
Il s'agit de la population de la localité de Lávrio et non de celle de l'ensemble du dème de Lavreotikí.
| Année | Population |
| ----- | ---------- |
| 1907  | 10.007     |
| 1981  | 10.124     |
| 1991  | 8.846      |
| 2001  | 8.558      |
| 2011  | 10.370     |

## Lieux et monuments
La construction de la ville actuelle de Lávrio a débuté en 1865. Basée sur un plan d’urbanisme, la ville se caractérise par ses larges places, ses espaces boisés et ses bâtiments néoclassiques. Les palmiers occupent une place prépondérante le long des avenues et sur les places. Ils forment même le célèbre bois appelé « Perivolákia » (les Petits jardins) par les premiers habitants de la ville et rebaptisé aujourd’hui « Φοινικόδασος » (la Forêt des palmiers).
Plusieurs bâtiments néoclassiques méritent l’attention comme les bureaux de la première société minière, près du port, devenus la mairie de Lávrio, le marché aux poissons, l’ancien Hôtel de Ville abritant aujourd’hui les Archives historiques, l’ancienne école primaire ainsi que tout un ensemble d’autres immeubles privés. 
Les bâtiments industriels en friche et qui ont été rénovés sont désormais principalement occupés par des activités culturelles. C’est notamment le cas des anciens bâtiments de la Compagnie française des mines du Laurion (CFML), très puissante en son temps, qui abrite le Parc technologique et culturel de Lávrio (Τεχνολογικό Πολιτιστικό Πάρκο Λαυρίου). Sur l'un de ces anciens bâtiments dédiés à la métallurgie se trouve une curiosité, la première horloge publique de Grèce. Elle se trouve sur une petite tour érigée à partir de 1870.
Cinq églises figurent parmi les monuments importants de la ville. Quatre sont orthodoxes, Ágia Paraskeví, Saint-André, Saint-Jean-le-Russe et l’église de l’Annonciation. La cinquième est catholique et dédiée à sainte Barbara.
Par ailleurs, à proximité immédiate de Lávrio, on peut visiter plusieurs sites archéologiques importants datant de l’Antiquité classique, comme :
- À Thorikos (3 km) : les vestiges d’un théâtre, des galeries et des installations minières ainsi que deux tombes à coupole,

- Dans le parc national du cap Sounion[5] (4 km) : de nombreux vestiges de l’exploitation minière de la région comme des installations pour laver les minéraux, des ateliers, mais aussi une curiosité naturelle, un gouffre de 55 m de profondeur et 120 m de diamètre résultant probablement de l’effondrement du toit d’une grotte et dénommé le « Chaos »[5],

- À Sounion (10 km), outre le temple de Poséidon[6], les ruines du temple d’Athéna Sounias[7] et l’emplacement du marché antique de Limani Passa (le port de Passa).

## Galerie

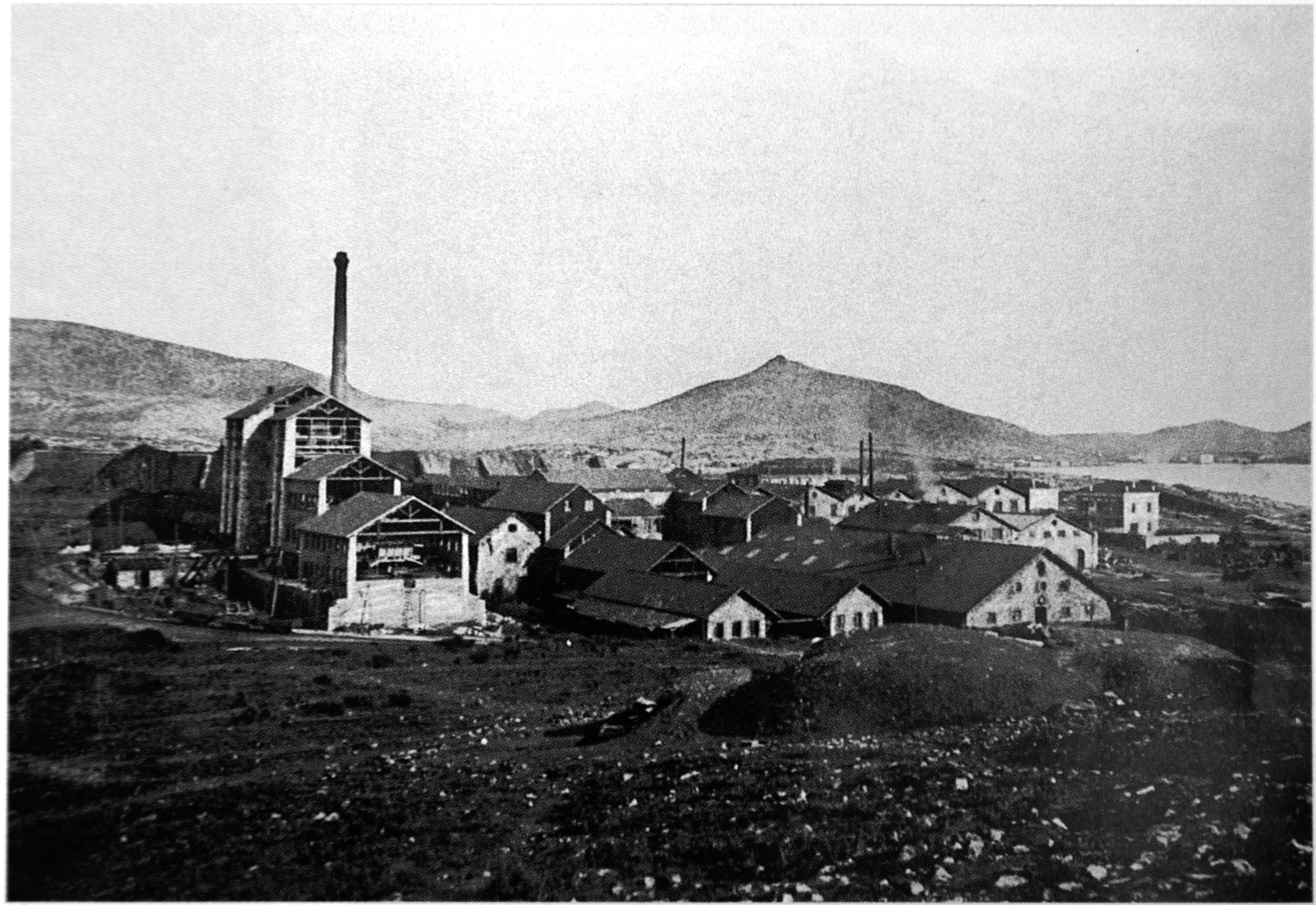
Usine de la Compagnie française des mines du Laurion, aux alentours de 1890
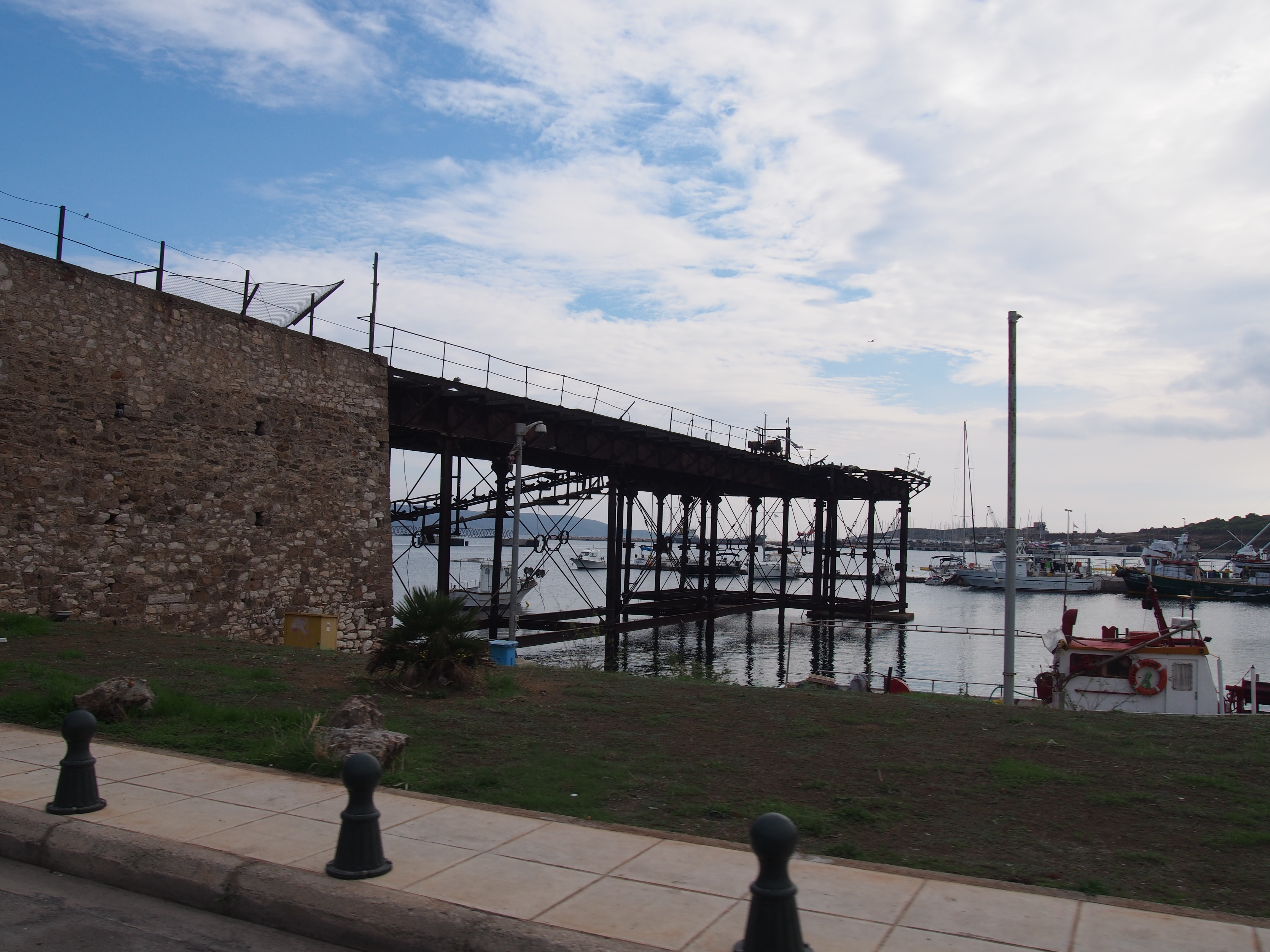
Rampe d'embarquement de la CFML, construite en 1888
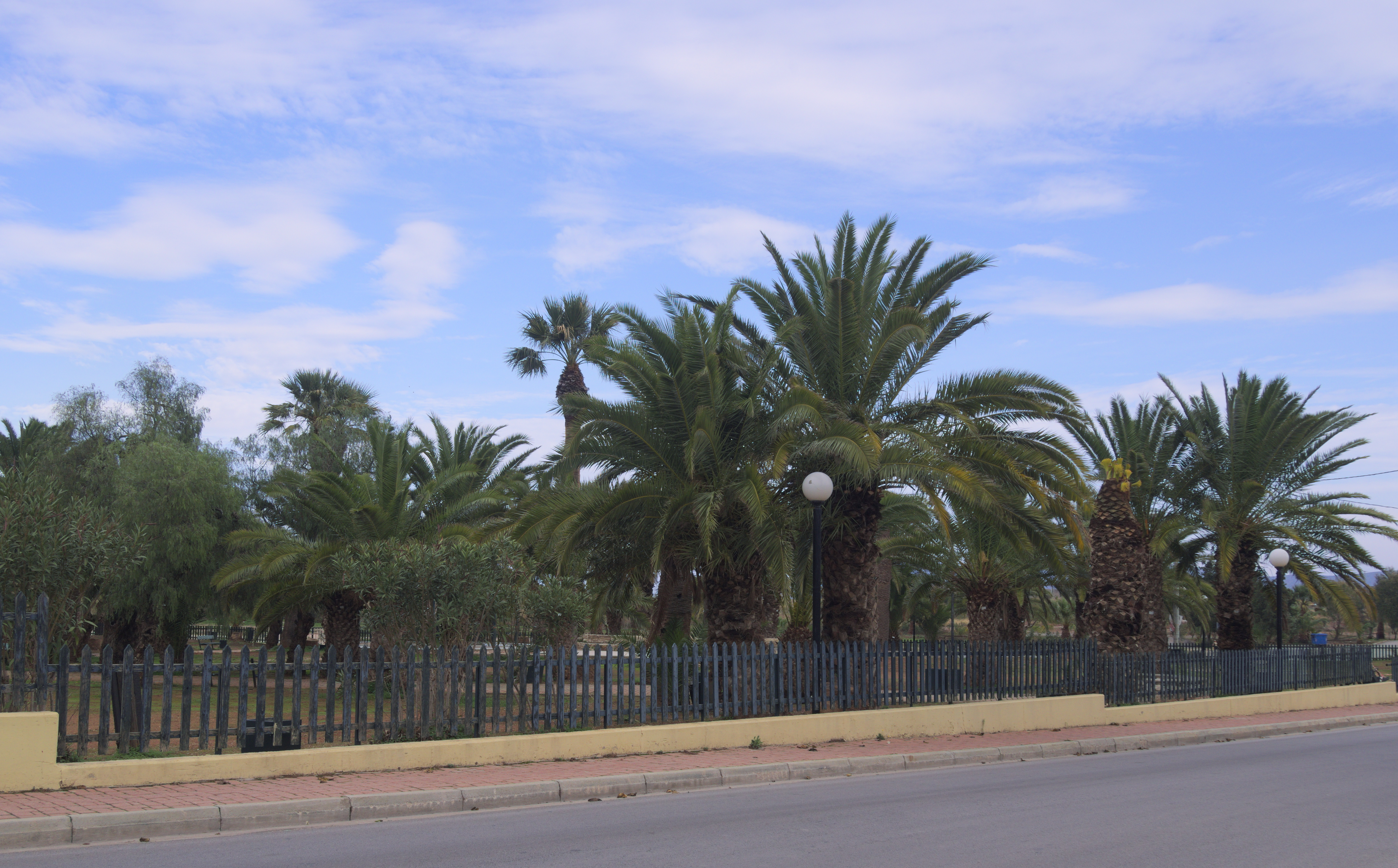
La « Forêt des palmiers »
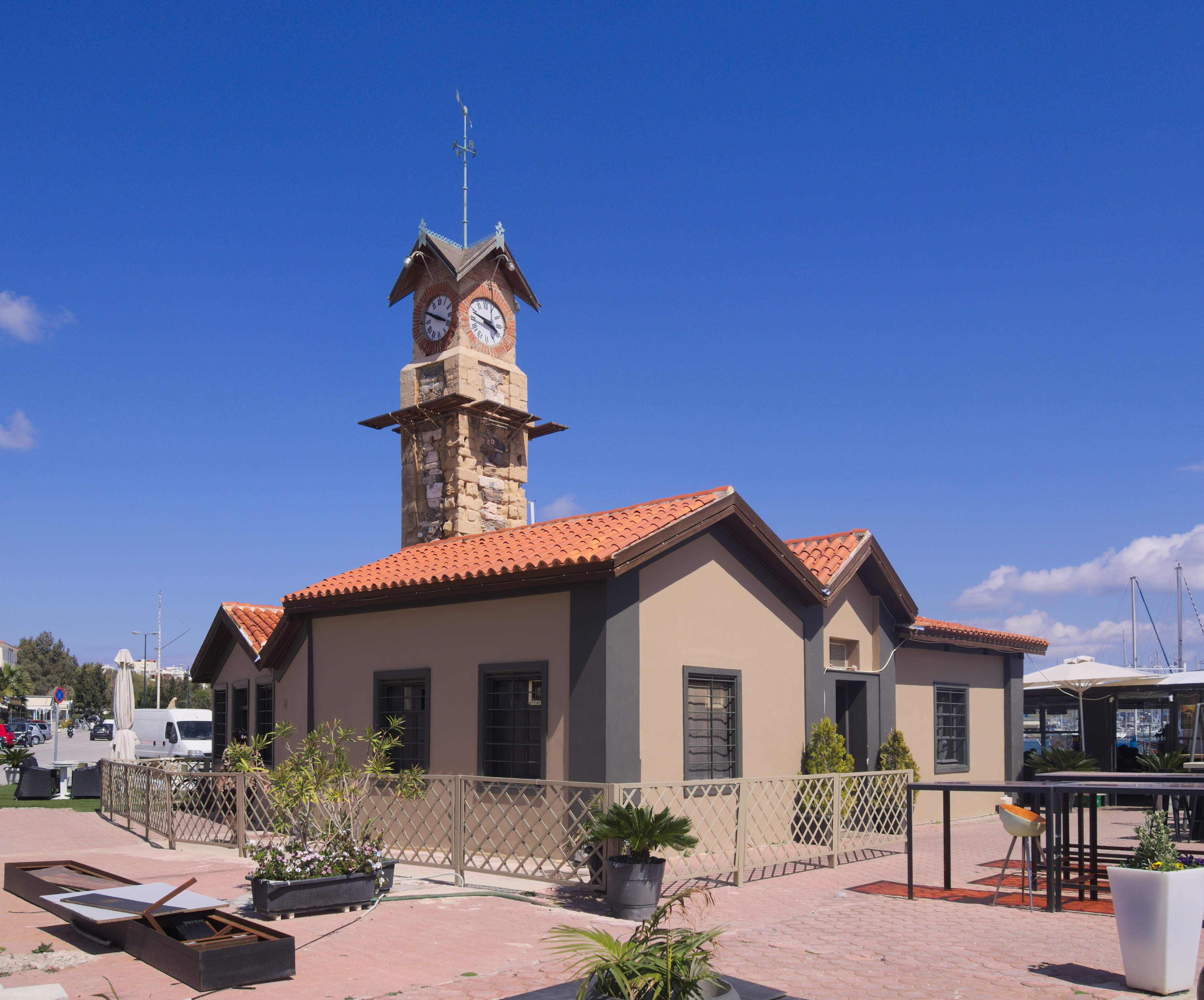
Tour de l'horloge sur le port
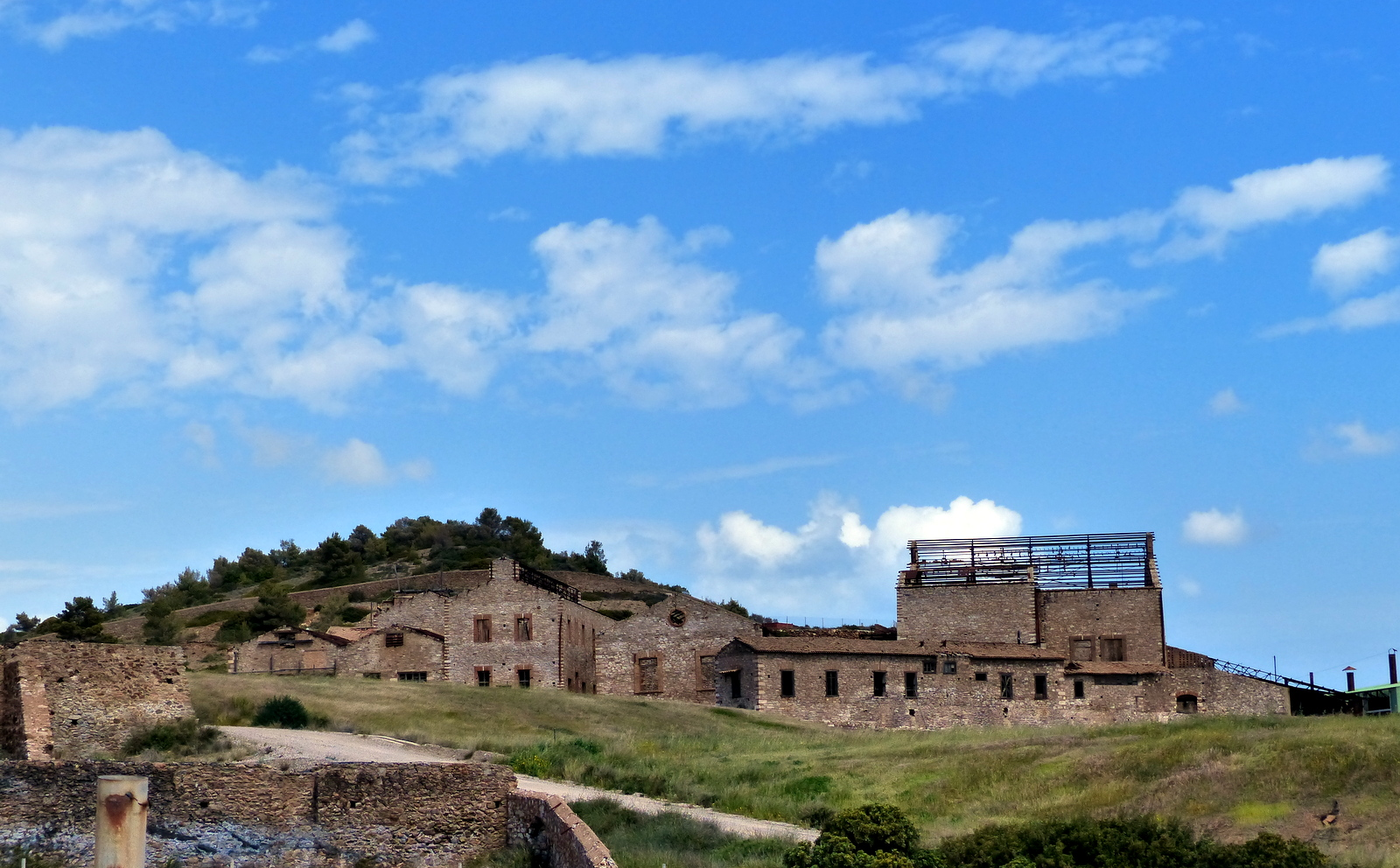
Usines minières désaffectées

## Jumelage
- Mangalia (Roumanie)
- Quimper (France) depuis le 21 juillet 2009